# Lijst van kunstwerken in het Mauritshuis/K
Lijst van kunstwerken in het Mauritshuis en de Galerij Prins Willem V in Den Haag met werken van kunstenaars van wie de naam begint met de letter K. Vermeldingen in het grijs geven aan dat het werk geen deel meer uitmaakt van de collectie, bijvoorbeeld omdat het in bruikleen gegeven is aan een andere instelling of omdat het teruggegeven is aan de bruikleengever.
| Inventaris-nummer | Maker                                          | Titel | Datering      | Type          | Afbeelding |
| ----------------- | ---------------------------------------------- | --- | ------------- | ------------- | ---------- |
| 666               | Willem Kalf                                    | Stilleven | 1634-1693     | Schilderij    |            |
| 927               | Willem Kalf                                    | Stilleven met roemer                                                                                          | 1659          | Schilderij    |            |
| 1126              | Willem Kalf                                    | Stilleven met fruit en glazen op een zilveren schaal                                                          | Ca. 1659-1660 | Schilderij    |            |
| 683               | Willem Kalf                                    | Stilleven met bekerschroef, roemer en dekselpot                                                               | Ca. 1669      | Schilderij    |            |
| 971               | Willem Kalf                                    | Stilleven met schelpen Zie Stillevens met schelpen en koraal                                                  | Ca. 1690      | Schilderij    |            |
| 972               | Willem Kalf                                    | Stilleven met schelpen en koraal Zie Stillevens met schelpen en koraal                                        | Ca. 1690      | Schilderij    |            |
| 825               | Toegeschreven aan Bernhard Keil                | Een meisje dat een jongen plaagt                                                                              | Ca. 1650-1660 | Schilderij    |            |
| 79                | Alexander Keirincx en Cornelis van Poelenburgh | Boslandschap met figuren                                                                                      | Ca. 1630 (?)  | Schilderij    |            |
| 225               | Adriaen Thomasz. Key                           | Portret van Willem I, prins van Oranje                                                                        | Ca. 1579      | Schilderij    |            |
| 923               | Jan Keynooghe                                  | Perseus en Andromeda                                                                                          | 1561          | Schilderij    |            |
| 362               | Hendrick de Keyser                             | Portret van Willem I, prins van Oranje                                                                        | 1580-1621     | Beeldhouwwerk |            |
| 806               | Thomas de Keyser                               | Portret van Loef Vredericx als vaandeldrager                                                                  | 1626          | Schilderij    |            |
| 77                | Thomas de Keyser                               | Portret van een geleerde                                                                                      | 1631          | Schilderij    |            |
| 689               | Thomas de Keyser                               | Portret van een man, waarschijnlijk Hans van Hogendorp                                                        | 1636          | Schilderij    |            |
| 78                | Thomas de Keyser                               | De vier burgemeesters van Amsterdam vernemen de aankomst van Maria de’ Medici op 1 september 1638             | 1638          | Schilderij    |            |
| 814               | Isaack van Kipshaven                           | Pronkstilleven                                                                                                | 1661          | Schilderij    |            |
| 781               | Barend Cornelis Koekkoek                       | Beek aan een bosrand                                                                                          | 1849          | Schilderij    |            |
| 80                | Naar Philips Koninck                           | Rivierlandschap met valkenjagers                                                                              | 1675-1700     | Schilderij    |            |
| 36                | Salomon Koninck                                | De aanbidding der koningen                                                                                    | Ca. 1650      | Schilderij    |            |
| 904               | Hans von Kulmbach                              | Maria Cleophas en haar familie Zie Maria Cleophas en haar familie en Maria Salome en haar familie             | 1513          | Schilderij    |            |
| 905               | Hans von Kulmbach                              | Maria Salome en haar familie Zie Maria Cleophas en haar familie en Maria Salome en haar familie               | 1513          | Schilderij    |            |
| 880               | Toegeschreven aan Cornelis Cornelisz. Kunst    | Linkervleugel van een altaarstuk met de besnijdenis (binnenzijde) en Maria van een verkondiging (buitenzijde) | Ca. 1515-1525 | Schilderij    |            |